# Сундбюберг (платформа)
Сундбюберг (швед. Sundbyberg) — станция расположена в одноимённой коммуне в пяти километрах от центрального Стокгольмского вокзала. Ежедневный пассажиропоток узла составляет на 2009 год — 21800 человек, из них на эту станцию — 8200 человек, на метро — 11200 человек и на автобусы — 2400 человек. Имеется одна пассажирская платформа.
Станцию построили в 1876 году, тем самым станция является самой старой в коммуне Сундбюберг.

## Остановки
| Предыдущая остановка | Следующая остановка |
| -------------------- | ------------------- |
| Karlberg             | Spånga              |

## Расположение
Располагается в муниципалитете Центральный Сундбюберг в коммуне Сундбюберг, между улицами:
- На западе — улицы Бангатан (швед. Bangatan), Ленгсвеген (швед. Längsvegen) и Гьютерибаккен (швед. Gjuteribacken).
- На востоке — к улицам Йервагсгатан (швед. Järvagsgatan), Росенгатан (швед. Rosengatan), Ростенсгатан (швед. Råstensgatan) и Фабриксгренд (швед. Fabriksgränd).

Южный конец станции находится на границе с коммуной Сольна.

## Пересадки
| Пересадки на наземный транспорт к западу от станции                                 | Пересадки на наземный транспорт к западу от станции | Пересадки на наземный транспорт к западу от станции |
| Маршруты                                                                            | Начало маршрута                                     | Конец маршрута                                      |
| ----------------------------------------------------------------------------------- | --------------------------------------------------- | --------------------------------------------------- |
| 113                                                                                 | Блакебкргс горд                                     | Станция метро «Сольна-сентрум»                      |
| 152                                                                                 | Аэропорт « Бромма»                                  | Станция метро «Лильехолмен»                         |
| 196 (ночной)                                                                        | Центральный вокзал Стокгольма                       | Станция метро « Юльста»                             |
| 509                                                                                 | Станция метро « Броммаплан»                         | Станция метро «Дандервюдс шукхус»                   |
| 512                                                                                 | Станция метро «Сольна-сентрум»                      | —                                                   |
| Пересадки на наземный транспорт к востоку от станции                                |                                                     |                                                     |
| Маршруты                                                                            | Начало маршрута                                     | Конец маршрута                                      |
| 504                                                                                 | Станция метро «Риссне»                              | —                                                   |
| 506                                                                                 | Станция метро «Халлонберген»                        | Каролинска сьюкхусет                                |
| 515                                                                                 | Станция метро «Оденплан»                            | —                                                   |
| 595 (ночной)                                                                        | Центральный вокзал Стокгольма                       | —                                                   |
| Знак тире обозначает, что эта станция является конечной остановкой данного маршрута |                                                     |                                                     |

## Остановка Tvärbanan
Остановка расположена на улице Ленгсвеген (швед. Längsvegen), между остановками Боллста бро и Сольна бизнес-парк, открыта 28 октября 2013 в участке Альвик — Сольна Сентрум.